# Универзитет у Ослу
Универзитет у Ослу (норв. Universitetet i Oslo) је државни универзитет у Ослу. Најбољи је и најстарији универзитет у Норвешкој. Константно је рангиран међу најбољим универзитетима у свету и као један од водећих универзитета северне Европе. Академско рангирање универзитета у свету за 2022. сврстало га је на 67. место најбољих универзитета на свету и на треће место у нордијским земљама.